# Aggersborggade
Aggersborggade er en gade på Østerbro i København. Den er 160 meter lang og går mellem Classensgade og Holsteinsgade.

## Gadens historie
Gaden er ikke, som man måske skulle tro opkaldt efter vikingeborgen Aggersborg ved Limfjorden, men fik derimod sit navn i 1899, fordi Hans Christian Aggersborg (1812-1895) havde en villa lige i nærheden fra 1846 til 1898. Han var finansmand og holdt til ved Holmens Kanal, men boede her i idylliske omgivelser på Østerbro om sommeren.  Hans villa var blandt de første, der blev opført som del af udstykningen af Classens Have, og lå ud til Strandpromenaden, nu Strandboulevarden. I villaens park var der nogle tidligere kongelige fiskedamme, som var kædet sammen med nogle kanaler, hvor fornemme københavnere stod på skøjter om vinteren, heriblandt Christian 9.'s børn.
Det var tidligt en privat vej, en gennemgang mellem Classensgade og Holsteinsgade. For 100 år siden satte nærheden til Københavns Havn også sit tydelige spor på beboersammensætningen, da mindst tre personer ved ansat ved toldvæsenet. Der var desuden også en fyrmester og en styrmand.
I 1911 boede kunstmaler B.R. Knutzen i nr. 8. I 1950'erne boede arkitekt Hans Peter Sleiborg i nr. 3. I nr. 6 boede røgeriejer F.J Eismark.

## Nævneværdige bygninger i gaden
Bygningerne er typiske københavnske etageejendomme, men den sydlige ende af gaden er dog bemærkelsesværdig. Karrérne er fra 1898 og af samme bygherre. De er ens, men det ser umiddelbart ikke sådan ud, da bygningerne er malet forskelligt. Nr. 2-4 er grå, nr. 6 er i hvid og beige og nr. 3 har en bund af hvid, grå og fået malet felter i en mørk gammelrosa, hvilket giver spræl og er et afsæt for stukken på facaden.